# Micropsitte de Bruijn
Micropsitta bruijnii
Espèce
Statut de conservation UICN

 LC  : Préoccupation mineure
Statut CITES
La Micropsitte de Bruijn (Micropsitta bruijnii) est une espèce de perruche pygmée
.

## Répartition
On la trouve en Indonésie, Papouasie-Nouvelle-Guinée et aux îles Salomon.

## Habitat
Elle habite les forêts humides tropicales et subtropicales de basse altitude, les forêts tropicales d'altitude et les forêts boréales.

## Sous-espèces
D'après Alan P. Peterson, 5 sous-espèces ont été décrites:
- Micropsitta bruijnii bruijnii (Salvadori) 1875
- Micropsitta bruijnii buruensis Arndt 1999
- Micropsitta bruijnii necopinata Hartert 1925
- Micropsitta bruijnii pileata Mayr 1940
- Micropsitta bruijnii rosea Mayr 1940